# Sigüenza
Sigüenza (španělská výslovnost: [siˈɣwenθa]) je město v comarce Serranía de Guadalajara v provincii Guadalajara v Kastilii – La Manche ve Španělsku.

## Historie
Místo starověké Segontie („dominující údolí“) keltiberských Arevaciů, nyní nazývané Villavieja („staré město“), je půl ligy vzdálené od současné Sigüenzy. Livius se o městě zmiňuje ve své diskusi o válkách Cata staršího s Keltiberiany.
Město spadalo pod římskou, vizigótskou, maurskou a kastilskou nadvládu.
Kolem roku 1123 ji dobyl Bernard z Agenu, její první biskup. Sigüenza hrála velkou roli v občanských válkách třináctého a čtrnáctého století. Pevnostní biskupský palác, původně dřívější maurskou kasbu, dobyli v roce 1297 partyzáni z rodu la Cerda a v roce 1355 zde byla vězněna Blanka Bourbonská, choť Petra Kastilského. V roce 1465 ji opevnil a usadil se zde Diego López z Madridu, který si uzurpoval mitru.
Poslední biskup-pán, známý jako „zedník-biskup“, postavil čtvrť pod úrovní starého města v neoklasicistním stylu, než se vzdal světského panování.
Během španělské občanské války opevnila frankistická občanská garda horní hrad, zatímco republikánské síly se dostaly do dolní katedrály.
Po válce se hranice města zvýšily začleněním 28 pedanías (vesnic).
V letech 1124 až 1492 zde existovala židovská komunita (první písemný dokument pochází z roku 1124, ale Židé zde již pravděpodobně žili). Kardinál Jiménez de Cisneros se během svého pobytu v Sigüenze naučil hebrejsky.

## Hlavní památky

### Katedrála

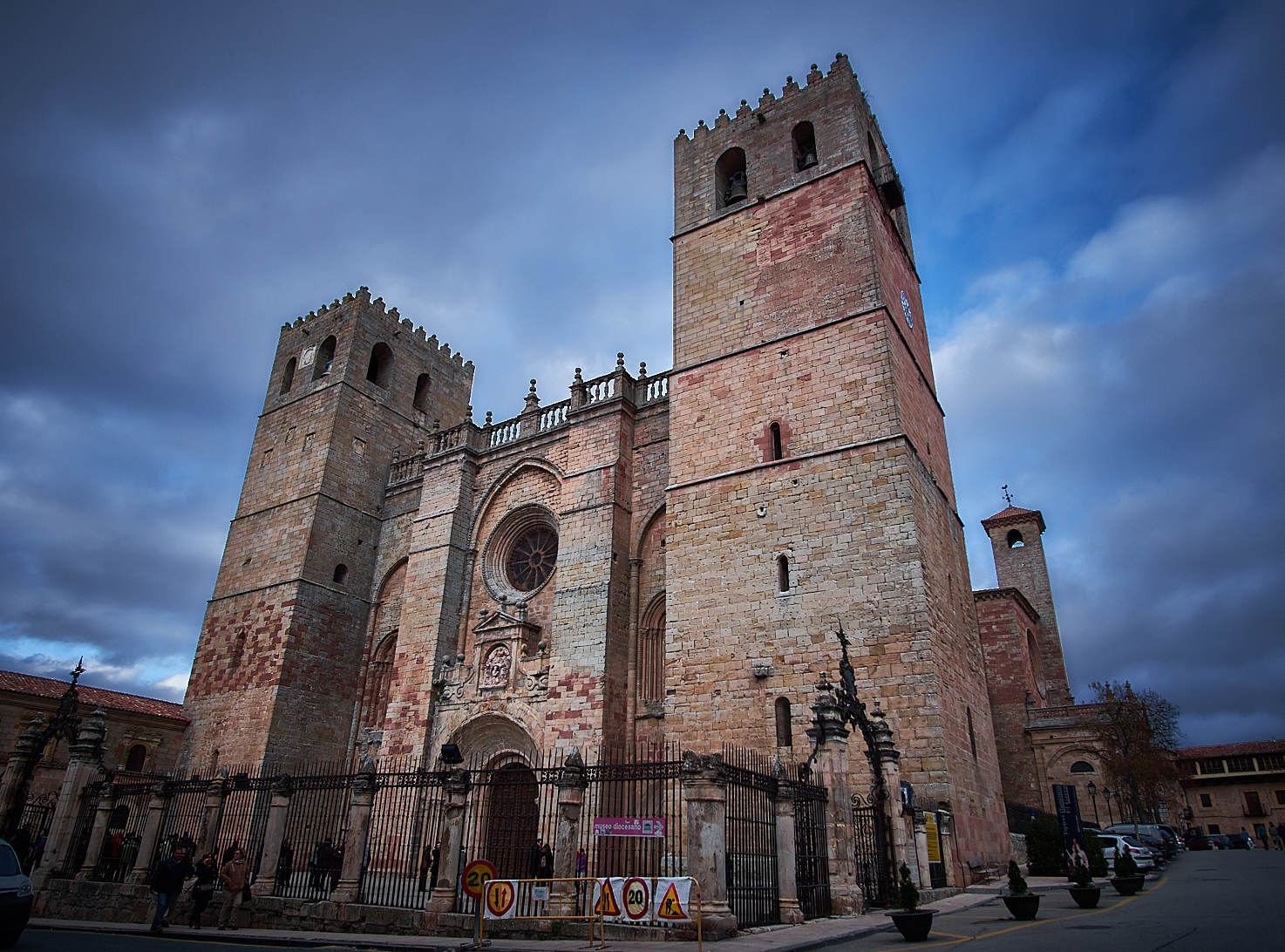
Katedrála v Sigüenze

Katedrála je velká gotická stavba z kvádříkového kamene, i když spodní patra ukazují, že byla postavena na dřívější románské katedrále. Její fasáda má troje dveře. Po stranách se tyčí dvě čtvercové věže, 50 metrů vysoké, postavené v různých dobách, se stínkami zakončenými velkými koulemi; tyto věže jsou spojeny balustrovou kuželkou, která korunuje průčelí, dílo biskupa Herrery z 18. století. Interiér je rozdělen na hlavní loď a dvě uličky, v gotickém stylu.
Hlavní chór začíná v transeptu renesančním oltářem postaveným na objednávku biskupa Matea de Burgos. V transeptu je kaple svaté Starosty, patronky města, s ostatky světice, vše postaveno na náklady biskupa Fadrique Portugalského, který je zde pohřben.

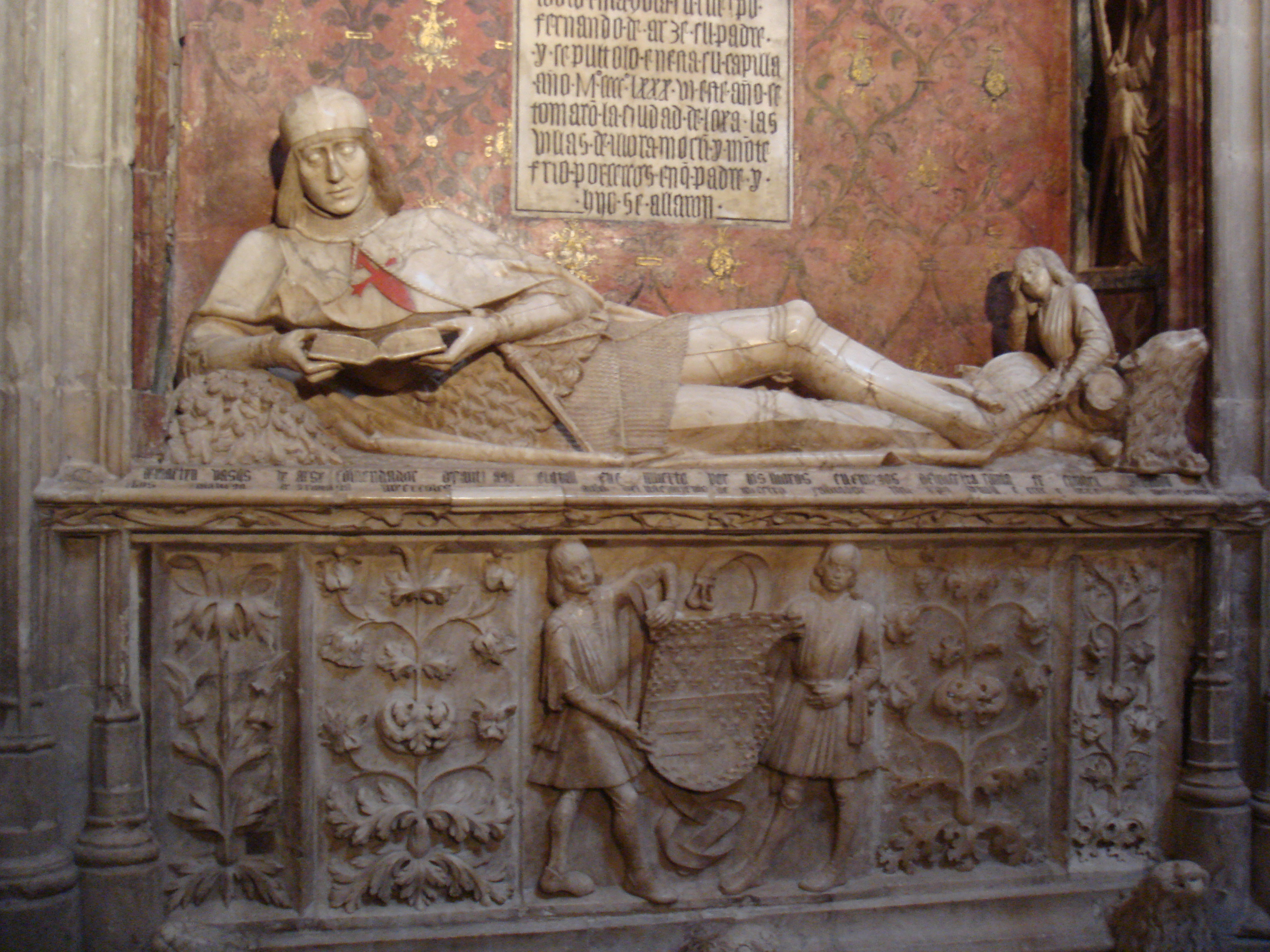
Hrob Martína Vázqueze de Arce s doncelem de Sigüenza

Dnešní kapli sv. Kateřiny zasvětil anglický biskup Jocelin sv. Tomáši z Canterbury. V kapli se nachází hrob Martína Vázqueze de Arce. Vázquez zemřel v roce 1486 při dobývání Granady a jeho bratr Fernando, biskup Kanárských ostrovů, si objednal portrét v alabastru, kde leží na boku při čtení, což je jeden z nejlepších příkladů španělského pohřebního umění.
Kardinál Mendoza je pohřben v hlavním chóru. Za vlastním chórem, který se nachází uprostřed, se nachází oltář Nuestra Señora la Mayor z černého mramoru z Calatoraa a červeného mramoru se spirálovými šalamounskymi sloupy.
Hlavní sakristii navrhl v roce 1532 Alonso de Covarrubias a postavili ji Francisco de Baeza a Martín de Vandoma. Portál je renesanční, z roku 1573, kamenný, ořechová dvířka mají také plátěnou řezbu a byla poškozena kočičími dvířky a napoleonskými vojsky.
Strop katedrály a vitráže byly poškozeny během španělské občanské války. Její rekonstrukce skončila v roce 1947.

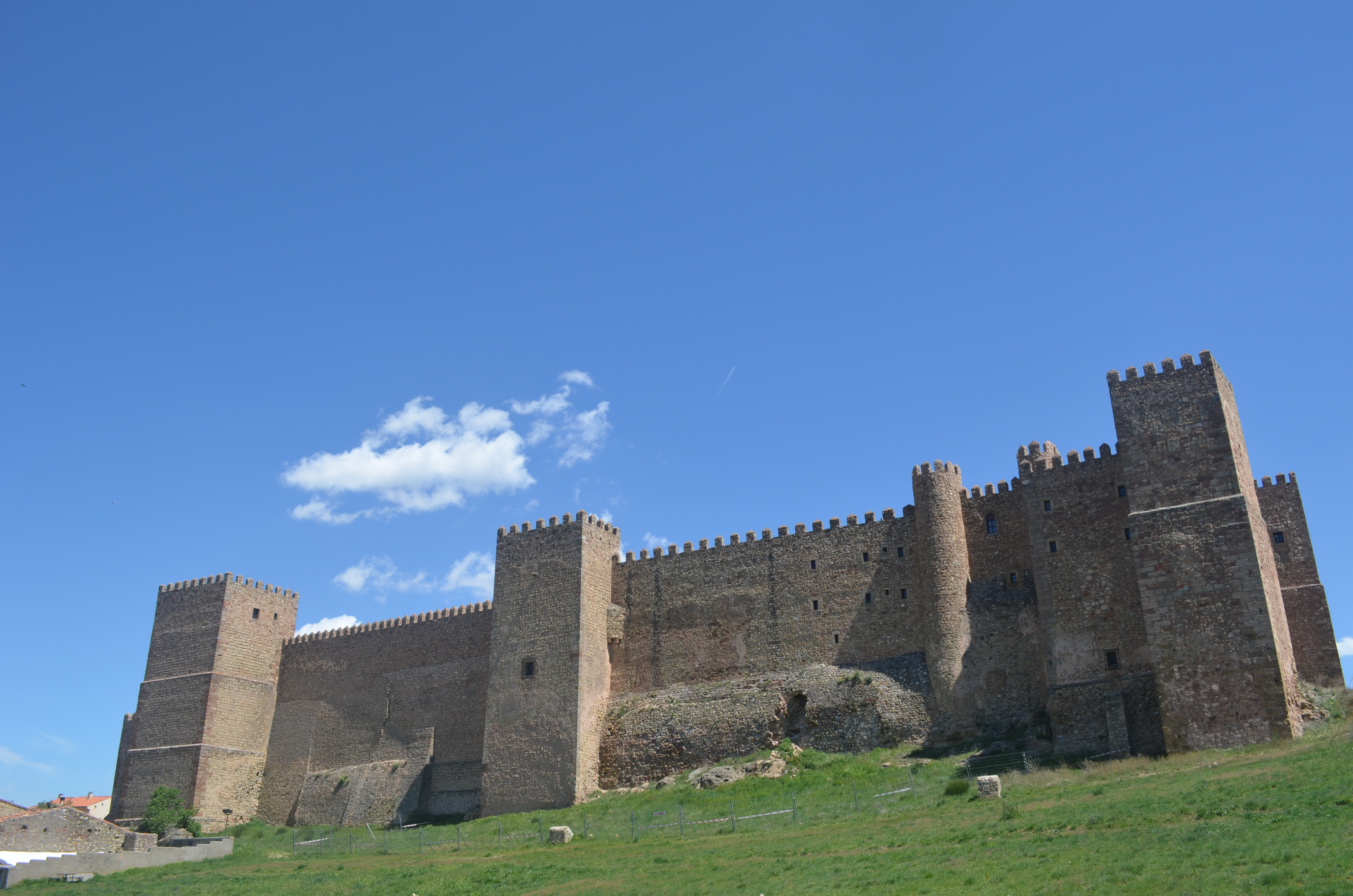
Středověký hrad

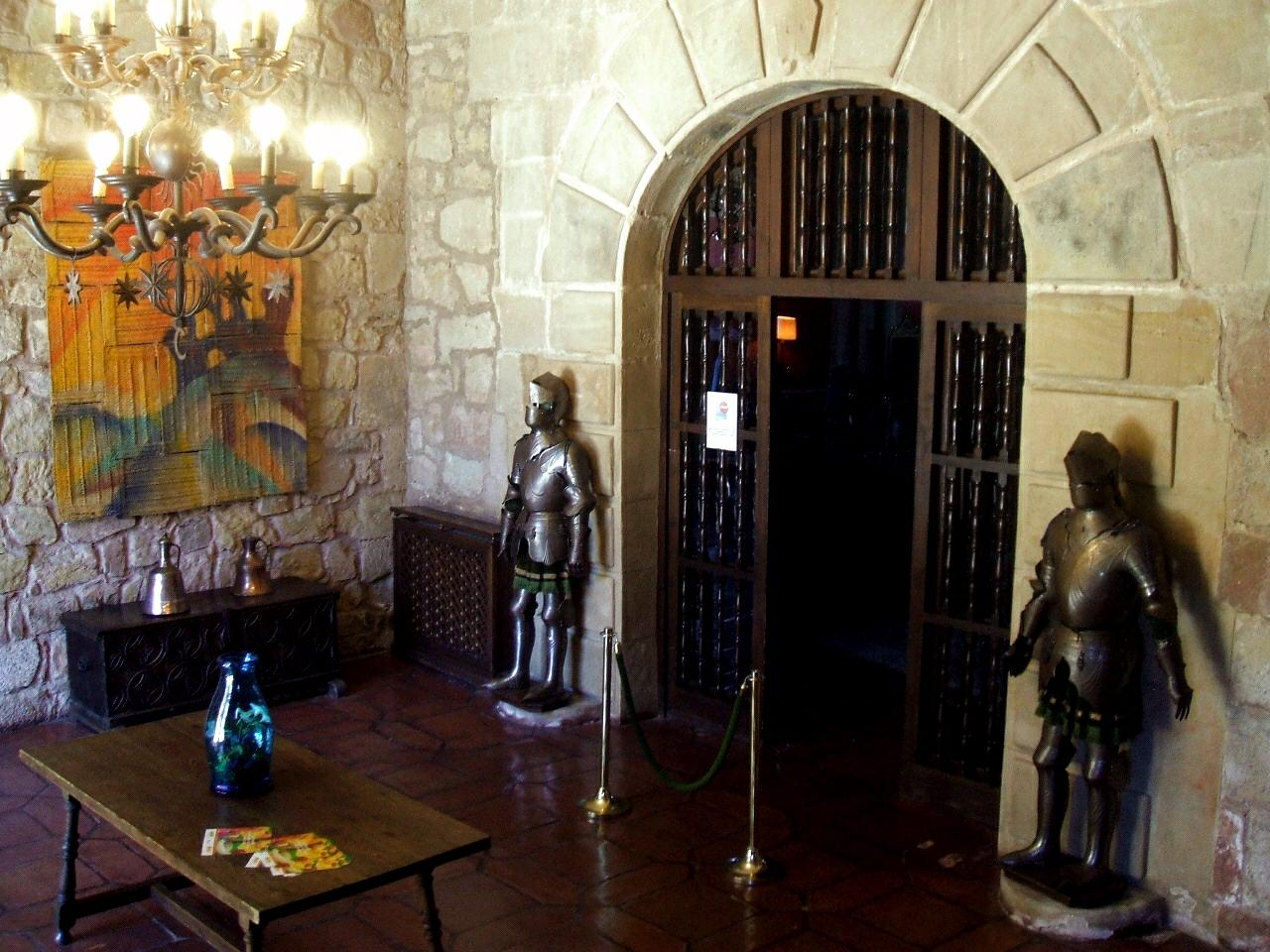
Interiér hradu

Bohatý svatostánek se zlatou monstrancí daroval kardinál Mendoza. Kapitulní síň obsahuje řadu obrazů. Není s jistotou známo, v jakém období byl tento kostel založen, i když se zdá, že pochází z konce 12. století. Obraz Nuestra Señora la Mayor, které je kostel zasvěcen, pochází z konce 12. století; v 15. století ho na hlavním oltáři nahradilo Nanebevzetí.

### Hrad
Hrad Sigüenza, jehož základy sahají až do 5. století, v 8. století rozšířili Maurové a v roce 1123 jej znovu dobyli křesťané za Bernarda z Agenu. Na konci 18. století změnil biskup Juan Díaz de la Guerra podobu hradu z pevnosti na biskupský palác s dalšími okny, balkony a stájemi. V roce 1808 během španělské války za nezávislost však hrad dobyli Francouzi, kteří jej vážně poškodili a vyplenili veškeré jeho bohatství, než jej znovu dobyl El Empecinado. Biskupský palác byl dále zdevastován požárem ve 30. letech 19. století a musel být opuštěn. V roce 1976 byl zámek po komplexní rekonstrukci otevřen jako luxusní hotel Parador. Oficiální inaugurace se konala v roce 1978 za návštěvy krále Juana Carlose a královny Sofie. Obrovský salonek, vyzdobený prapory a brněními, byl původně zámeckou jídelnou.

### Další budovy
Koncilní seminář v San Bartolomé je dílem biskupa Bartolomé Santose de Risoba z roku 1651. Je zde menší seminář Neposkvrněného početí a kolej. Kolej San Antonio el Grande byla dříve univerzitou, kterou založil v roce 1476 bohatý almazánský arcijáhen Juan López de Medina, ale její prosperitě bránilo založení Alcaláské univerzity.
Mezi další stavby patří kostel sv. Jakuba z 12. století (Iglesia de Santiago); starověká poustevna Nuestra Señora, která byla podle tradice původně prokatedrálou; Humilladero, malá gotická poustevna, nyní turistická kancelář; františkánský klášter; moderní klášter uršulinek; nemocnice vojenských kasáren; a hieronymitská kolej.

## Sigüenzská univerzita
Stavba koleje San Antonio Portaceli ze Sigüenzy ve Španělsku, která byla později přeměněna na univerzitu, byla započata v roce 1476. Jejím zakladatelem byl almazánský arcijáhen, toledský kanovník a sigüenzský generální vikář don Juan López de Medina. Papežskou bulu schvalující založení, schvalující beneficia atd. udělil Sixtus IV. v roce 1483 a následně byly otevřeny kurzy teologie, kanonického práva a svobodných umění. Bulou Inocence VIII. v roce 1489 byla vytvořena univerzita s pravomocemi udělovat tituly bakaláře, licenciáta a doktora; kolej se tak přeměnila na univerzitu. Bula vydaná papežem Pavlem III. rozšířila kurz teologie a během rektorátu Maestra Velosilla byla vytvořena katedra fyziky. Bula papeže Julia II. zřídila fakulty světského práva a medicíny.
Mezi profesory patřil matematik a teolog Pedro Ciruelo, který zvýšil prestiž univerzity jako centra vzdělanosti; don Francisco Delgado, biskup z Luga a rektor, za něhož univerzita dosáhla období největší slávy; don Fernando Velosillo, rektor a profesor, kterého vyslal král Filip II. Španělský na Tridentský koncil; na tomto koncilu byli také přítomni jako teologové don Antonio Torres, první biskup Kanárských ostrovů, a señor Torro, oba profesoři této univerzity; don Pedro Guerrero, arcibiskup granadský a Francisco Álvarez, biskup ze Sigüenzy. Vliv Sigüenzské univerzity ve španělské katolické církvi a království byl tedy evidentně značný v posledních letech patnáctého století a prvních letech šestnáctého; poté začala upadat. Zrušena byla v roce 1837.
Univerzita je zmíněna v románu Miguela de Cervantese Don Quijote: „Často se hádal s knězem své vesnice, který byl učencem a absolventem Siguenzy...“

## Partnerská města
- Sainte-Livrade-sur-Lot, Francie
- Vila Viçosa, Portugalsko